# Kościół św. Barbary w Przeczy
Kościół św. Barbary – rzymskokatolicki kościół filialny w Przeczy. Kościół należy do parafii św. Jakuba Apostoła w Skorogoszczy w dekanacie Niemodlin, diecezji opolskiej.
22 września 1966 roku pod numerem 1659/66, do rejestru zabytków województwa opolskiego wpisano - kaplica z wieżą, XVI/XVII, XIX.

## Historia kościoła
Świątynia w stylu gotyckim, pochodzi z okresu późnego średniowiecza, z przełomu XIII i XIV wieku. Usytuowana jest w środkowej części wsi Przecza. Kościół wpisany do rejestru zabytków, a wieża kościoła objęta jest ochroną konserwatorską. Na początku XX wieku wieża kościoła została odrestaurowana.